# Tipula schunkei
Tipula schunkei är en tvåvingeart som beskrevs av Alexander 1971. Tipula schunkei ingår i släktet Tipula och familjen storharkrankar.
Artens utbredningsområde är Peru. Inga underarter finns listade i Catalogue of Life.